# Phapitreron brunneiceps
La tortora bruna di Mindanao (Phapitreron brunneiceps Bourns e Worcester, 1894) è un uccello della famiglia dei Columbidi diffuso a Mindanao e a Basilan, due isole delle Filippine sud-orientali.